# 石谷董九郎
石谷 董九郎（いしがや とうくろう、1840年11月13日（天保11年5月）- 1908年（明治41年）2月13日）は、明治期の実業家、政治家。衆議院議員、鳥取県会議長。

## 経歴
因幡国岩井郡恩志村（鳥取県岩美郡本庄村大字恩志村を経て現岩美町恩志）で、大庄屋・石谷藤四郎の長男として生まれた。
1872年（明治5年）鳥取県第16区戸長に就任。同県第五大区第五小区長、同第二大区副区長・凖15等出仕を歴任。1876年（明治9年）鳥取県が島根県に合併し、1879年（明治12年）4月、島根県会議員となる。1881年（明治14年）鳥取県が再置され、同年11月、鳥取県会議員に当選し、同副議長、同議長を務めた。その他、岩美郡参事会員、徴兵参事員、地方森林会議員などにも在任した。
1894年（明治27年）3月、第3回衆議院議員総選挙（鳥取県第1区）で初当選し、以後、第6回総選挙まで2回再選され、衆議院議員に通算3期在任した。この間、中断していた山陰本線敷設工事の再開について尽力した。
実業界では、1897年（明治30年）鳥取県農工銀行設立委員となり、同行設立後、頭取に就任。また、1906年（明治39年）鳥取電灯の設立に参画し社長を務めた。

## 国政選挙歴
- 第3回衆議院議員総選挙（鳥取県第1区、1894年3月、無所属）当選[5]
- 第4回衆議院議員総選挙（鳥取県第1区、1894年9月、自由党）当選[6]
- 第5回衆議院議員総選挙（鳥取県第1区、1898年3月、無所属）次点落選[6]
- 第6回衆議院議員総選挙（鳥取県第1区、1898年8月、憲政党）当選[6]